# San José de Ocoa
San José de Ocoa es un municipio de la República Dominicana, que está situado en la Provincia de San José de Ocoa.

## Historia
Su origen se remonta a tiempos precolombinos, según Fray Bartolomé de Las Casas y referencias del cronista Pedro Mártir de Anglería, provenientes de 1520. Al momento de la llegada de Colón, era poblada por aborígenes. En el siglo XVI fue poblada por esclavos libertos, formando el primer Maniel o Maniel Viejo de Ocoa y en el siglo XVIII una nueva incursión de esclavos libertos constituyó el Maniel de los Lorenzos. 
En 1805 el lugar recibió personas procedentes de la localidad sureña de Baní. Los descendientes de españoles canarios fueron el primer grupo étnico en asentarse en San José de Ocoa, permaneciendo como un grupo étnico significativo en la ciudad hasta el presente. También están presentes otras familias procedentes de España, Italia y Francia.
En diciembre de 1858, San José de Ocoa fue elevado a la categoría de municipio de la antigua provincia de Santo Domingo; en 1895, fue transferido a la provincia de Azua. En 1944, al crearse la provincia de Peravia, San José de Ocoa pasó a ser municipio de esta provincia. Finalmente, la ciudad se convirtió en municipio capital de la nueva provincia de San José de Ocoa el 6 de septiembre de 2000.

## Localización
Es el municipio cabecera de la provincia de San José de Ocoa, y está situado a orillas del río Ocoa en la subregión de Valdesia.

## Geografía
La provincia queda en un pequeño valle intramontano en la rama sur de la Cordillera Central. A una altitud de 475 metros.

## Economía
La agricultura es el sector dominante en la economía del municipio. Los principales cultivos son el café, las judías y las patatas. También se cultivan otras hortalizas, como la col y la zanahoria, así como algunas frutas tropicales (aguacate y mango). Otras actividades económicas son el comercio, los talleres de carpintería, la mecánica y cierta transformación de productos agrícolas. 

## Límites
Municipios limítrofes:
|                             | Norte: Constanza, Sabana Larga y Rancho Arriba |                  |
| Oeste: Guayabal y Estebanía |                                                | Este: Los Cacaos |
|                             | Sur: Las Charcas y Baní                        |                  |

## Demografía
Según el Censo de Población y Vivienda de 2010, el municipio tiene una población total de 39.451 habitantes, de los cuales 20.838 eran hombres y 18.613 mujeres. La población urbana del municipio era de 69,32%. Excluyendo los distritos municipales, la población total para San José de Ocoa en 2010 era de 25.710.

## Distritos municipales
Como parte del municipio, existen 4 distritos municipales: 
| Nombre            | Código   |
| ----------------- | -------- |
| San José de Ocoa  | 05310101 |
| La Ciénaga        | 05310102 |
| Nizao-Las Auyamas | 05310103 |
| El Pinar          | 05310104 |
| El Naranjal       | 05310105 |

## Economía
La principal actividad económica del municipio es la agrícola aunque los servicios terciarios han ido incrementándose, sobre todo luego de la creación de la provincia.